# Capitan Barbablù
Capitan Barbablù (A Girl in Every Port) è un film del 1928 diretto da Howard Hawks.
Con questo film (che anticipa, nello stile e nei contenuti, diversi lavori successivi del regista) Howard Hawks divenne famoso in Europa prima che in patria.

## Trama
L’ufficiale Spike Madden viene sempre preceduto, nelle sue avventure amorose tra un porto e l’altro, da un misterioso marinaio che lascia in dono alle ragazze un braccialetto recante lo stemma di un’ancora contenuta in un cuore. Incontrato il rivale in una taverna, Spike vorrebbe battersi con lui, ma i due uomini si uniscono in una rissa contro la polizia e quindi divengono amici. Una sera Spike conosce una bella e affascinante ragazza che si esibisce come tuffatrice in una fiera. Si innamora di lei e la presenta all’amico, il quale però non osa dirgli che l’aveva già frequentata tempo prima; la ragazza, inoltre, sembrerebbe intenzionata a tornare con lui. Alla fine, l’amicizia tra i due marinai si rivelerà più forte della loro rivalità in amore.